# Belvès
Belvès – miejscowość i dawna gmina we Francji, w regionie Nowa Akwitania, w departamencie Dordogne. W dniu 1 stycznia 2016 roku z połączenia czterech ówczesnych gmin – Belvès oraz Saint-Amand-de-Belvès – utworzono nową gminę Pays de Belvès. Siedzibą gminy została miejscowość Belvès. W 2013 roku populacja Belvès wynosiła 1428 mieszkańców. 